# Inmigración colombiana en Paraguay
La inmigración colombiana en Paraguay es de origen reciente y orden creciente, iniciándose en la década de los 90, intensificándose en los últimos diez años, a tal punto que es considerada como una inmigración "ascendente" junto con las provenientes de Chile, China, Corea del Sur y Taiwán.[cita requerida]

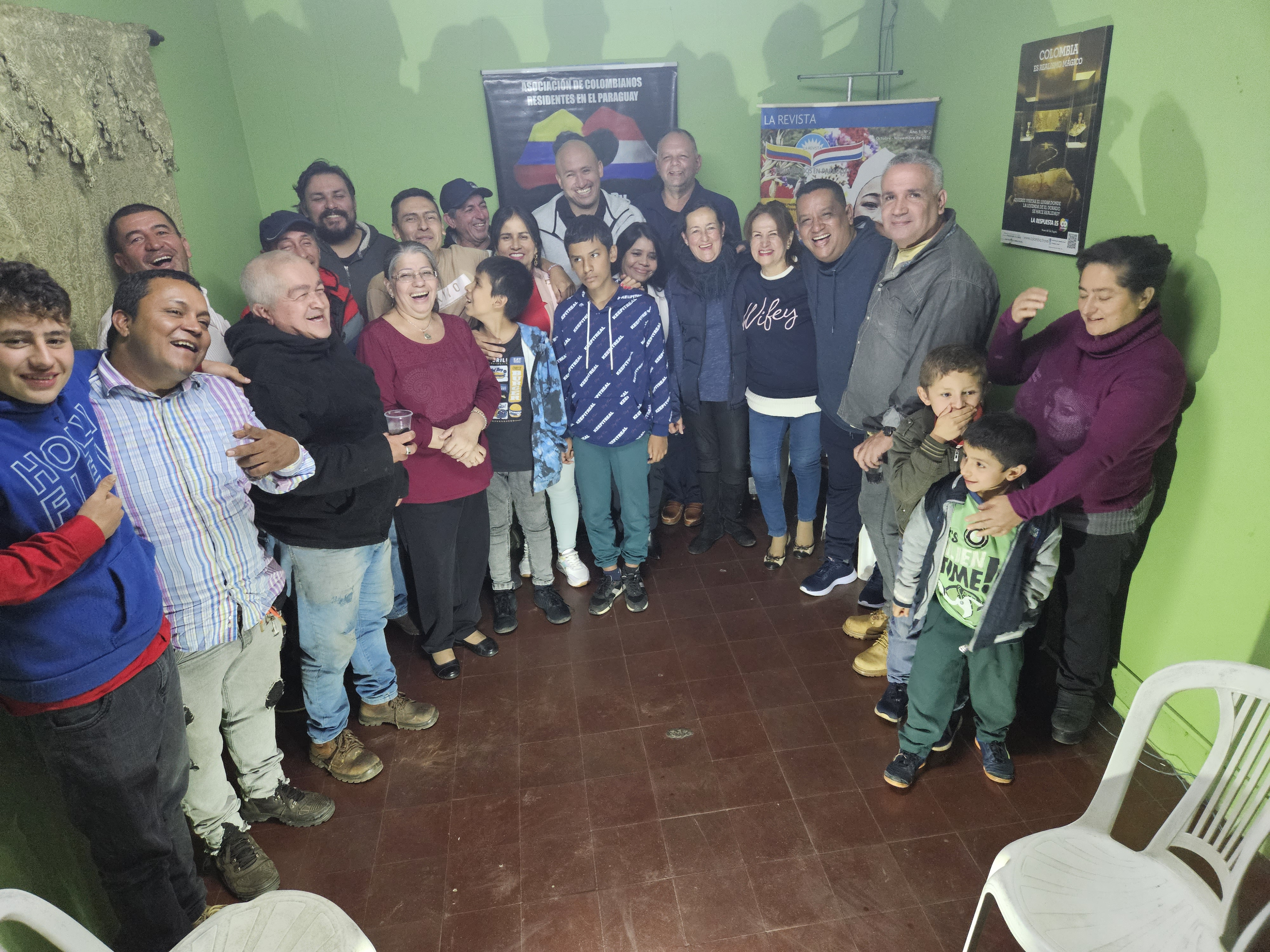
Reunión de nuestra Asociación, Colombianos Residentes en Paraguay ASOCOLPY, fue una reunión muy productiva, gracias a los participantes.jpg

Actualmente, la colectividad colombiana radicada en Paraguay comprende a más de un millar de personas.

## El éxodo colombiano
La migración internacional en Colombia es un fenómeno heterogéneo cuyas causas y consecuencias están profundamente ligadas a la situación local y global. Los colombianos que emigran lo hacen por diversas razones y hacia diferentes destinos.
Entre los principales motivos están la búsqueda de oportunidades laborales, teniendo en cuenta la demanda de fuerza de trabajo poco calificada en los países desarrollados y el efecto de la globalización sobre el aumento de fuerza de trabajo que busca una mayor remuneración en los países desarrollados.
Así mismo, se encuentran causas como la reunificación familiar, la mejora de los niveles de calidad de vida y la oferta de estudios en educación superior de otros estados.
De acuerdo con la Organización Internacional para las Migraciones (OIM), Colombia es el país de Sudamérica del que más ciudadanos emigran al exterior, ya que unos 4,7 millones de ellos residen en el extranjero, repartidos principalmente en Estados Unidos (28,8%), Venezuela (28,4%), España (17,6%), Ecuador (8%) y Canadá (2,1%).

## Doble nacionalidad
Existe una tradición centenaria por la que, paraguayos y colombianos, residentes en uno u otro país adquieren doble nacionalidad. Sin embargo, al no estar formalizada dicha costumbre por tratado alguno, en algún momento, puede que cualquiera de ellos, sea expulsado incluso por haber cometido algún delito o infracción menor.

### Origen de la costumbre
Entre los años 1864 y 1870, el Paraguay se enfrentó a Brasil, Argentina y Uruguay en la denominada guerra de la Triple Alianza o Guerra Grande. Esto significó una verdadera hecatombe para ese país, pues perdió aproximadamente el 70% de su población y 170.000 km² de territorios que fueron anexados por sus vecinos.
Fue en vista a los excesos cometidos por los aliados durante el conflicto, que el 27 de julio de 1870 el Congreso de Colombia expidió un decreto para expresar su admiración por la resistencia de los paraguayos y participar del dolor por la muerte del Mariscal Francisco Solano López. Parte de esta resolución reza:
“Si por efecto de la guerra, el Paraguay desapareciera como nación, ningún paraguayo será paria en América, con solo pisar tierra colombiana, en caso de producirse, gozará en forma automática de los privilegios, facultades, prerrogativas y derechos de colombiano, es decir que de perder la nacionalidad paraguaya serán automáticamente colombianos”
Además de ese apoyo moral, que no fue aprobada por la facción de los conservadores, fue enviada una pequeña fuerza durante la ocupación brasileña, a modo garantizar el respeto por los vencidos; además de comida, drogas y varios médicos.

### Ley 78 de 1870
Art.1o. El Congreso de Colombia admira la resistencia patriótica y heroica opuesta por el pueblo del Paraguay a los aliados que combinaron sus fuerzas y recursos poderosos para avasallar a ésta República, débil por el número de sus ciudadanos y por la extensión de sus elementos materiales, pero tan respetable por el vigor de su sentimiento y de su acción, que todo lo que hay de noble en el mundo contempla su grandeza, lamenta su desgracia y le ofrenda vivas simpatías.
Art.2o. El Congreso de Colombia participa del dolor que los paraguayos amigos de su patria ha producido la muerte del Mcal. Francisco Solano López, cuyo valor y perseverancia indomables, le han dado lugar distinguido entre sus héroes y hacen su memoria digna de ser recordada a las generaciones futuras. Dado en Bogotá a 27 de Julio de 1870.
Se ha mencionado que este decreto habría sido redactado por el escritor Jorge Isaacs, autor de la célebre novela María.

## Homenajes al gesto colombiano

### Nueva Colombia
Nueva Colombia, anteriormente conocida como Karaja Timán, es un distrito ubicado a 50 kilómetros de Asunción, en el departamento de la Cordillera.
Los primeros pobladores se instalaron en los años siguientes a la guerra de la Triple Alianza. En el año 1919, el aumento de sus habitantes hizo necesaria la creación de una Junta Económica Administrativa, que ya poseía cierta autonomía, al menos administrativa, para recaudar impuestos; aunque política y cívicamente dependían de la cercana localidad de Altos.
Posteriormente se establecieron allí algunos colonos extranjeros, a los que les era difícil pronunciar el nombre Karaja Timán, es por eso que luego de un tiempo se decidió modificar la denominación. Fue entonces que muchos recordaron que, luego de la masacre del 70, la comunidad internacional americana decidió realizar una cumbre para debatir la situación del país. En dicha cumbre, fue la nación colombiana, a través de su canciller, quien presentó un decreto de su país para mantener y respetar la soberanía paraguaya, moción secundada por todos los presentes.
Los vecinos, entonces, decidieron optar por la denominación de Nueva Colombia "en homenaje al gesto de Colombia, al hermanamiento, en gratitud de la hermana república a favor de Paraguay".
Finalmente, fue elevada a la categoría de distrito, el 23 de junio de 1955.

### El Sport Colombia
El 1 de noviembre de 1924, un grupo de vecinos de la compañía Zavala Cue de San Lorenzo (hoy ciudad de Fernando de la Mora), decidieron crear un club de fútbol, en vista al incremento de sus habitantes y el escaso interés de las autoridades de sanlorenzanas en apoyar el desarrollo de la zona.
El club fue llamado Sport Colombia como homenaje de gratitud a la solidaridad hacia el pueblo colombiano, a raíz del pronunciamento de su Congreso en contra los sucesos de la Guerra de la Triple Alianza, lo que llevó a considerar paraguayos a los colombianos aquí y colombianos, a los paraguayos, allá.
El Toro Fernandino ha sido animador de los campeonatos nacionales, si bien últimamente se encuentra en las categorías del ascenso. Importantes jugadores han pasado por la institución, tales como Nelson Cuevas, Paulo da Silva, Víctor Ayala, Guido Alvarenga, entre otros.

## Asociaciones

### Asociación de Colombianos en Paraguay

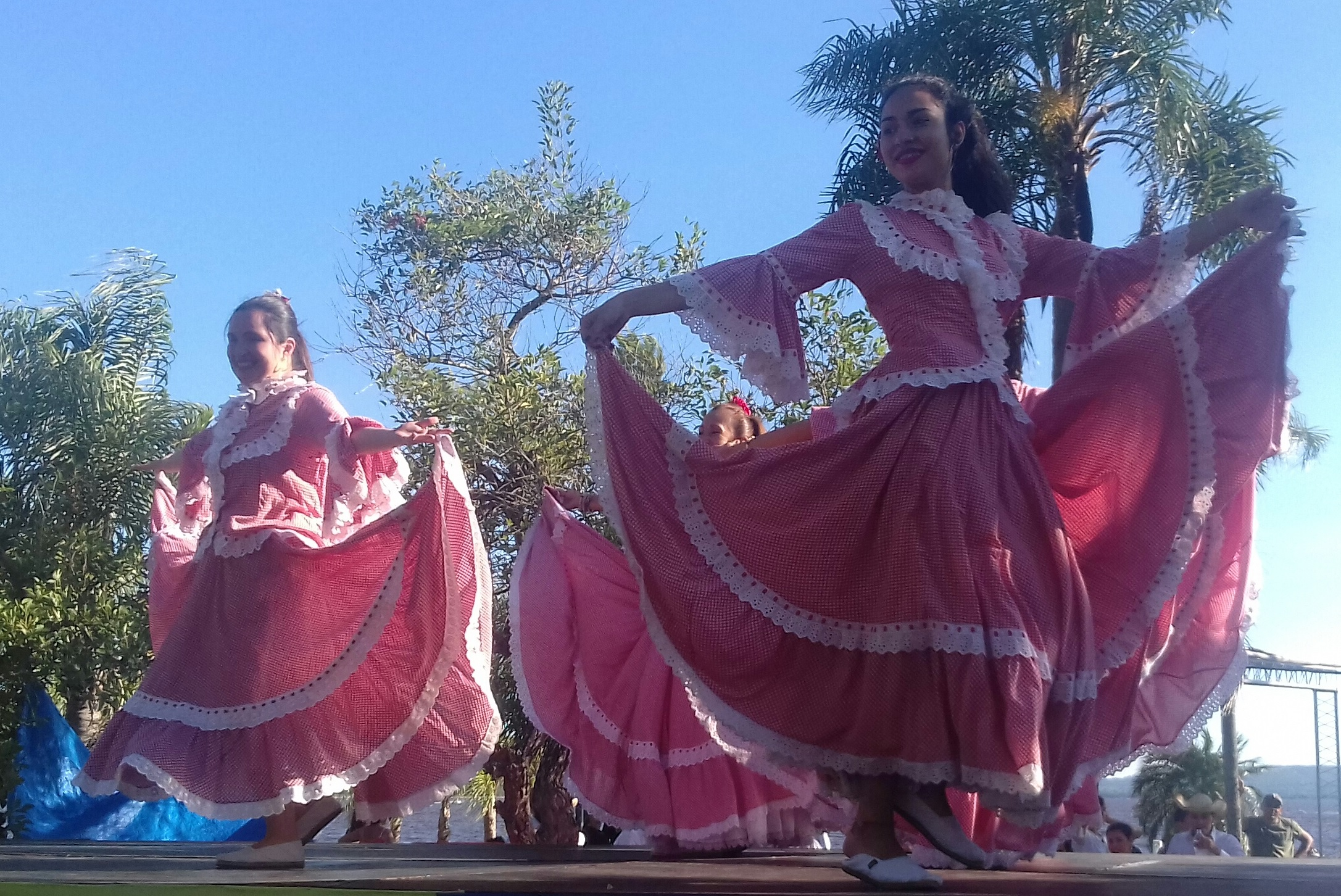
Jóvenes colombo-paraguayas danzando al son de la cumbia.

El 19 de septiembre de 2016 se realizó el lanzamiento oficial de la Asociación de Colombianos en Paraguay (ACP). Es la primera asociación de colombianos legalmente constituida en el país, cuyo objetivo es la creación de espacios de intercambio cultural, integración y solidaridad entre Paraguay y Colombia. Cuenta con el programa "Colombianos de corazón" el cual permite integrar a paraguayos y personas de otra nacionalidad que sienta algún tipo de afinidad por Colombia.

#### Revista
La revista “Colombianos en Paraguay” fue puesta a consideración del público en el mes de agosto del año 2015.
Esta iniciativa editorial fue concebida y creada por el señor Óscar Iván Aristizábal Gómez, presidente de la Asociación de Colombianos Residentes en Paraguay (ASOCOL-PY), con el valioso apoyo de la Embajada de Colombia en Paraguay y del Cónsul Honorario de Colombia en Ciudad del Este, Dr. Miguel Carrisoza.
Desde su nacimiento, la revista tuvo como principal objetivo fortalecer los lazos de amistad, integración y entendimiento mutuo entre el pueblo colombiano y el pueblo paraguayo. A través de sus páginas, no solo se difunden aspectos relevantes de la cultura, las tradiciones y los valores de Colombia, sino que también se brinda un espacio para resaltar y celebrar la riqueza cultural del Paraguay.
Cada edición se convierte en un puente de diálogo y fraternidad, promoviendo la convivencia respetuosa y el intercambio cultural entre ambas naciones hermanas. La revista “Colombianos en Paraguay” continúa siendo, hasta hoy, un medio de referencia para la comunidad colombiana en el país, así como una herramienta de integración social y cultural.

#### Acción Solidaria
Anteriormente, los colombianos en Paraguay sólo se congregaban para celebrar fechas patrias.
Gracias a la cohesión alcanzada últimamente, la colectividad ha logrado unir aportes económicos para realizar diversas donaciones, como al albergue del hospital pediátrico Acosta Ñu y con recursos propios los civiles han logrado apoyar en la repatriación de Colombianos en situación de vulnerabilidad.

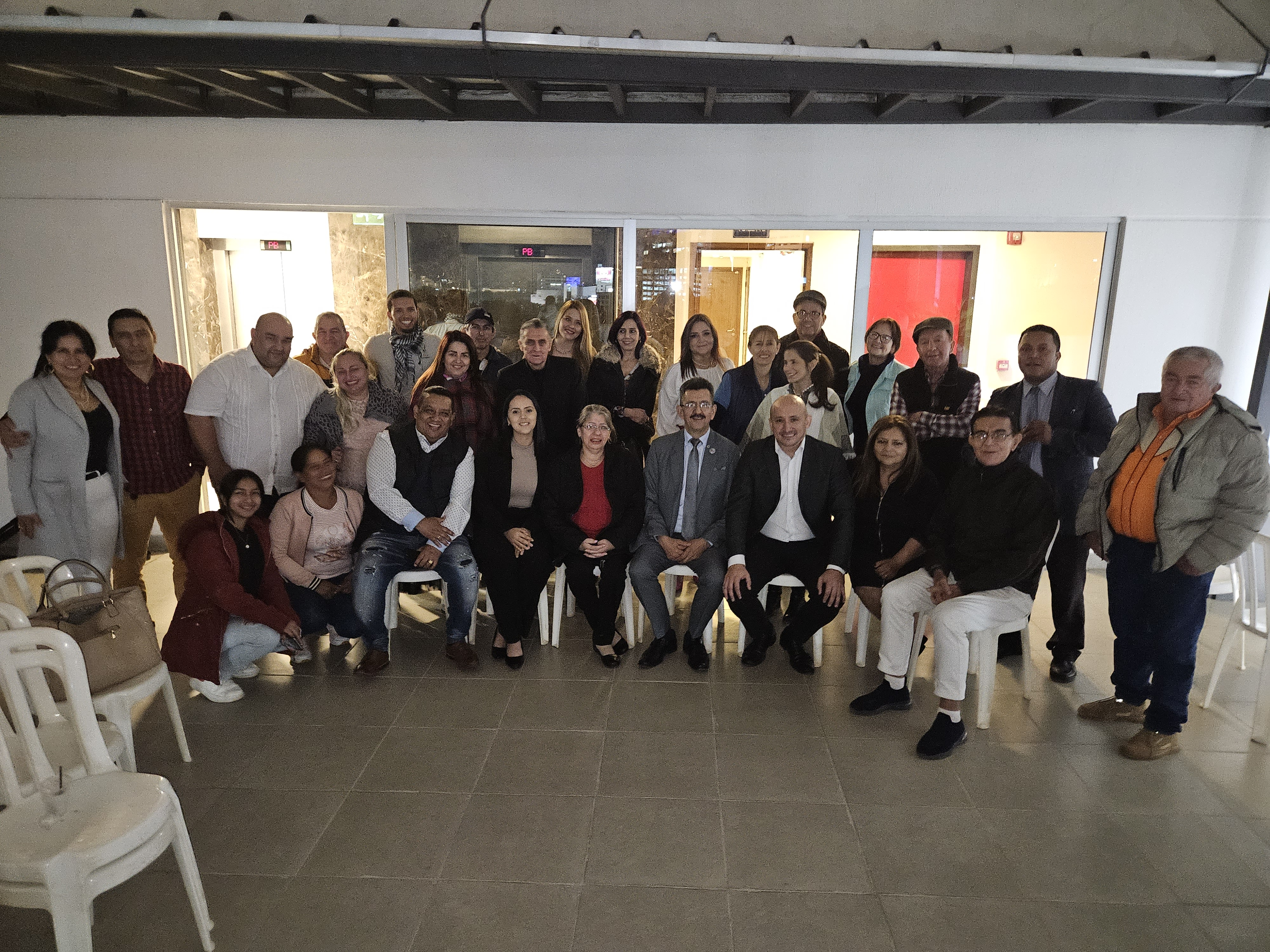
Asamblea General Extraordinaria de nuestra asociación de Colombianos Residentes en Paraguay ASOCOL El viernes 28 de Julio, llevamos a cabo nuestra Asamblea General Extraordinaria en la Embajada de Colombia. Contamos con la presencia del embajador Dr. Juan Manuel Corzo y nuestro Cónsul Dr. Marcos Johan Diaz. Durante el evento, grabamos este vídeo especial que compartiremos con Ustedes en este Canal ¡Gracias a todos por su participación! #AsambleaColombia #EmbajadaColombia

En ocasiones especiales, como Navidad, es usual la donación de regalos y alimentos, que son entregados a los niños pobres de Asunción.
ASOCOL-PY ASOCIACION DE COLOMBIANOS RESIDENTES EN PARAGUAY
Viernes 28 de Julio del año 2023 se llevó a cabo la Asamblea General Extraordinaria de nuestra asociación de Colombianos Residentes en Paraguay ASOCOL-PY en la Embajado de Colombia en Paraguay. Contamos con la presencia del embajador Dr. Juan Manuel Corzo y nuestro Cónsul Dr. Marcos Johan Diaz.

### Asociación de Colombianos Residentes en Paraguay. ASOCOL- PY
El 29 de julio de 2016, en la ciudad de Fernando de la Mora, fue constituida la Asociación de Colombianos Residentes en Paraguay. ASOCOL - PY. 
La Asociación tiene como objetivo lograr la integración de toda la comunidad colombiana residente en el Paraguay, así como dar un apoyo y soporte a los connacionales colombianos. La Asociación promueve la cultura Colombiana a través de actividades diversas donde se dan nuestras de la música, la danza y la gastronomía de este país.
La Asociación de Colombianos Residentes en Paraguay. ASOCOL - PY fue reconocida oficialmente por Decreto del Poder Ejecutivo n.º 7.139 de fecha 18 de mayo de 2017. 
Oscar Iván Aristizábal Gómez 
Oscar Iván Aristizábal Gómez es un líder comunitario colombiano, reconocido por su compromiso con la integración y representación de la comunidad colombiana en Paraguay. Es el actual presidente de la Asociación de Colombianos Residentes en Paraguay (ASOCOL-PY), una organización que ha trabajado incansablemente para fortalecer los lazos culturales, sociales y económicos entre Colombia y Paraguay.
Trayectoria en ASOCOL-PY
ASOCOL-PY fue fundada con el propósito de representar y apoyar a la comunidad colombiana en Paraguay, promoviendo la cultura, las tradiciones y los valores colombianos. Desde su formalización el 29 de julio de 2016, la asociación ha liderado múltiples iniciativas en áreas como la integración social, eventos culturales, asistencia comunitaria y apoyo a los colombianos en situaciones de vulnerabilidad.
Bajo la presidencia de Oscar Iván Aristizábal, ASOCOL-PY ha logrado importantes hitos, como la celebración anual del Día de la Independencia de Colombia, eventos culturales como el Día del Café Colombiano, y colaboraciones con instituciones locales e internacionales para fortalecer el apoyo a la diáspora colombiana.
Proyectos y Logros Destacados
Celebración del Día Internacional de la Amistad: Participación activa en los eventos conmemorativos del legado del Dr. Ramón Artemio Bracho.
Eventos Culturales y Deportivos: Organización de encuentros para apoyar a la selección colombiana en torneos internacionales como la Copa América 2024.
Apoyo Social y Humanitario: Entrega de donaciones a comunidades vulnerables, incluyendo juguetes y alimentos a niños indígenas en Asunción.
Colaboraciones Institucionales: Trabajo conjunto con la Embajada de Colombia en Paraguay, el Consulado General de Colombia y la Cámara de Comercio Paraguayo-Colombiana.
Reconocimientos
El liderazgo de Oscar Iván Aristizábal ha sido clave para posicionar a ASOCOL-PY como una organización referente dentro y fuera de Paraguay. Su compromiso con la comunidad ha sido reconocido en diversos espacios, incluyendo su participación en eventos oficiales y ceremonias cívicas.
Legado
Oscar Iván Aristizábal continúa liderando ASOCOL-PY con una visión clara: fortalecer la comunidad colombiana en Paraguay, preservar su identidad cultural y construir puentes de amistad y cooperación entre ambas naciones.
"La unión, la cultura y la solidaridad son pilares fundamentales para una comunidad fuerte y representativa." - Oscar Iván Aristizábal Gómez.
Este legado sigue creciendo, dejando una huella imborrable en la historia de la comunidad colombiana en Paraguay.
ASOCOL-PY
La Asociación de Colombianos Residentes en Paraguay, ASOCOL-PY, cumple 9 años de labor ininterrumpida como la única organización legalmente constituida y con experiencia al servicio de la comunidad colombiana en Paraguay, respaldada por la Personería Jurídica Decreto N° 7139/17.
Trabajamos de la mano con la Embajada de Colombia en Paraguay, fortaleciendo la integración, la identidad cultural y el bienestar de nuestros compatriotas. En la Asamblea Extraordinaria realizada en 2023 en la sede diplomática, el Embajador de Colombia fue nombrado socio honorario, una distinción que se otorga a todos los embajadores designados por el Gobierno colombiano y aceptados oficialmente por el Gobierno paraguayo.

El 10 de abril de 2025 celebramos nuestra Asamblea Ordinaria para el periodo 2025-2027, nuevamente en las instalaciones de la Embajada, reafirmando nuestro compromiso con la transparencia, la participación y el fortalecimiento de nuestra comunidad. Nueve años tejiendo puentes de hermandad colombo-paraguaya.

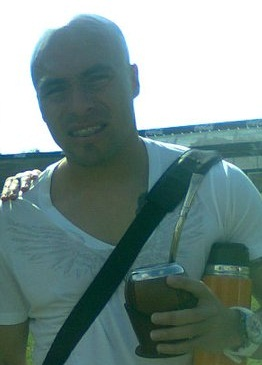
Vladimir Marín.

## Personas destacadas
- Vladimir Marín: futbolista.